# Artur Duarte de Oliveira
Artur Duarte de Oliveira (Rio Branco, 27 de dezembro de 1969), mais conhecido apenas como Artur (quando jogava, normalmente como meia-armador) ou como Artur Oliveira (após parar de jogar) e ocasionalmente pelo apelido Rei Artur, é um ex-futebolista e treinador de futebol brasileiro, notabilizado sobretudo no Remo (em ambas as funções) e na dupla portuense Boavista e Porto (ambos, como jogador).
Ivo Amaral, jornalista, radialista, locutor esportivo e comentarista esportivo com mais de cinquenta anos de carreira, opinou em 2008 que Artur foi o maior craque despontado no Remo – tanto pela qualidade de jogo como pelo renome adquirido em Portugal. Em 2020, Artur foi eleito oficialmente pelo clube e torcida como o melhor meia-armador da história remista.
Em Portugal, soube ser campeão pelos dois clubes da cidade do Porto, um feito considerando a disparidade de troféus no Dérbi da Invicta; como boavisteiro, Artur foi campeão sobre o próprio Porto, e, como portista, participou ativamente da sequência de títulos que fizeram os alviazuis se tornarem desde o final da década de 1990 o segundo clube mais vencedor do campeonato português, ultrapassando o Sporting. Também seria sondado para naturalizar-se a fim de defender a seleção portuguesa.
No Brasil, destacou-se em especial também no Vitória.

## Carreira de jogador

### Início, no Norte do Brasil
Embora nascido no Acre, Artur, após jogar bola em equipes de várzea locais, iniciou-se no infantil e no juvenil do Amapá, do Estado de mesmo nome. Ainda na base, voltou ao Acre para defender as equipes locais do Juventus e do Piauí acriano (este, no futebol de salão). Esteve também no futebol cearense, com o Sumov. Foi profissionalizado já em 1989, pelo Rio Branco, já o clube mais vencedor do seu Estado natal. Em 1990, rumou ao vizinho Independência.
No primeiro semestre de 1991, pelo Independência, disputou a série B do Brasileirão. O torneio seria ganho pelo Paysandu, que sofreu precisamente na visita ao Independência a mais elástica das cinco derrotas ocorridas na campanha campeã. O clube vinha invicto, com quatro vitórias (incluindo uma de 5-1 sobre o próprio Rio Branco) e um empate nas cinco rodadas inicias, e então foi derrotado por 3-0. Artur marcou duas vezes nesse jogo, incluindo um ainda recordado por ele em 2023 como um dos três mais bonitos da carreira: partiu do meio-campo emendando dribles nos bicolores, incluindo o goleiro. Precisamente nessa partida, foi pela primeira vez referido como "Rei Artur", em narração do jornalismo acriano.
Essa exibição logo chamou atenção dos clubes paraenses; o próprio Paysandu buscou sua contratação, mas o arquirrival Remo se antecipou em comprar o passe do acriano, negociado em 20 mil cruzeiros. Trinta anos depois, em 2021, ele assim relembrou sua chegada e identificação instantânea com a nova torcida:
| “ | Quando eu pisei pela primeira vez num jogo no Baenão lotado foi arrepiante, toda a torcida pedia meu nome. Houve uma forte disputa entre Remo e Paysandu pela minha contratação e no dia da minha estreia, a torcida cantava ‘Ei, ei, ei, o Artur é nosso Rei’, e o apelido pegou na hora! Já estreei fazendo gol, depois ganhamos o tri, conseguimos o acesso e logo em seguida sou vendido para o Boavista de Portugal por 300 mil dólares. Foi um período relativamente curto nessa primeira passagem, mas foi muito marcante. Até hoje, o carinho que eu tenho da torcida, com muitos pais dando meu nome para os filhos e o reconhecimento nas ruas mostram que o trabalho foi bem feito. | ” |

O Remo já vinha de dois títulos seguidos no campeonato paraense e, no segundo semestre de 1991, reforçado com Artur e com o também acriano Luciano Viana, garantiu um tricampeonato. Ambos dividiram a artilharia do elenco, com sete gols de Artur e onze de Luciano embalando uma campanha invicta. Artur, de fato, marcou na rodada de estreia, um 3-0 sobre o Pinheirense do técnico Bira. Embora não marcasse nos quatro clássicos Re-Pa, saiu-se invicto (1-1, 1-0, 2-0 e 0-0); o título foi decidido contra o outro rival, a Tuna Luso, contra quem Artur marcou em dois dos cinco clássicos naquele estadual (vitórias de 3-0 e 4-0, ambas no primeiro turno).
Invicto no Re-Pa em 1991, Artur manteve-se assim em seu único duelo com o Paysandu em 1992, um 1-1 amistoso em 19 de janeiro. No primeiro semestre desse ano, foi um dos protagonistas da campanha 4ª colocada na Série B do Brasileirão, suficiente ao acesso azulino à primeira divisão para 1993: com sete gols, Artur foi o vice-artilheiro do elenco remista. Suas exibições pelo Remo ficaram conhecidas em Portugal e o meia-atacante, adquirido por 20 mil cruzeiros, terminou supervalorizado ao fim de um ano no Pará: foi negociado pelo equivalente a 1 trilhão e trezentos bilhões nessa antiga moeda.

### Ídolo no Boavista
Foi contratado pelo Boavista para suprir a ausência de João Vieira Pinto, recém-negociado com o Benfica. Em 2018, entrevistado pelo MaisFutebol, Artur detalhou como foi descoberto pelos portugueses e como chegou a interessar desde o início o próprio vizinho Porto; e como seu primeiro gol como boavisteiro deu-se justamente em um Dérbi da Invicta amistoso pelo "Torneio Internacional Cidade do Porto":
| “ | Vim para o Boavista à experiência. Alguém me observou numa cassete VHS, quando eu jogava no Remo, e o presidente Pinto da Costa mostrou logo interesse em mim. O Pinto da Costa viu a cassete e pediu ao saudoso Carlos Alberto Silva para me observar ao vivo no Brasil. Mas o CAS disse que já tinha escolhido outro avançado, o Paulinho César, e que o plantel do FC Porto já estava bem servido de atacantes. É aí que aparece o Boavista. (...) As imagens chegaram ao major e ele pediu ao Remo se eu podia vir treinar à experiência alguns dias. Queriam ver se eu era o mesmo jogador da cassete. Eu aceitei de imediato, claro. Sem problema. Se eu jogava bem lá, também podia jogar bem cá. Cheguei ao Boavista e fui logo lançado num jogo do Torneio Internacional da Cidade do Porto. (...) Marquei um golão, ganhamos a final e as pessoas do Boavista já não me deixaram voltar ao Brasil. A minha esposa estava grávida, mas o major disse que a minha filha tinha de nascer no Porto. E nasceu. Foi uma estreia abençoada num jogo com os dois clubes que representei em Portugal. O Boavista abriu-me as portas, preparou-me para jogar no Porto e ser campeão de Portugal. Ganhei uma taça, disputei uma Liga dos Campeões, enfim, fui muito feliz nos dois lados. Amo os dois clubes. Tive dois presidentes extraordinários, no Boavista e no Porto, e dois grandes treinadores, Manuel José e António Oliveira. Os dois eram exigentes, adoravam bom futebol, nunca estavam satisfeitos, davam broncas todos os dias, mas faziam tudo por nós. Souberam tirar o melhor de mim. Cheguei ao Boavista como um bom jogador, o Manuel José lapidou-me e no FC Porto já era um avançado de topo. | ” |

Ele, que também era desejado por Vasco da Gama e São Paulo na ocasião em que deixou o Brasil, recontou a história em 2023, com mais detalhes, ao Globo Esporte:
| “ | Aconteceu eu fazendo Campeonato Brasileiro pelo Remo, fizeram uma fita minha, mandaram essa fita para Portugal. O presidente do Porto, Pinto da Costa, e o presidente do Boavista, major Valentim Loureiro, viram essa fita. O presidente do Porto pediu para o Carlos Alberto Silva, que era o treinador do Porto na época, ir em Belém me ver, e o presidente do Boavista pediu para eu ir lá para ver se eu era o mesmo jogador que estava naquela fita, com medo de ser montagem. Acabou que o treinador do Porto não foi a Belém e eu acabei indo a Portugal a convite do Boavista num contrato já amarrado com cláusula de compra, para disputar um torneio Cidade do Porto. Na final fomos campeões com gol meu. Acabou o jogo, o presidente e o treinador me trancaram numa sala e falaram que eu não ia mais voltar pro Brasil, ia ficar em Portugal porque eles iam exercer do direito de compra que estava estipulado no contrato. | ” |

Em 2023, ele rotularia aquele gol amistoso como o segundo mais bonito da carreira: "driblei um defensor do Porto, bati de perna esquerda de fora da área e o Vítor Baía não conseguiu defender". Os dois clubes logo realizaram outro dérbi portuense, pela edição de 1992 da Supertaça Cândido de Oliveira, a Supercopa de Portugal. Embora o Porto detenha ampla supremacia histórica no duelo, o Boavista foi o campeão: no jogo de ida, em 16 de dezembro, Artur entrou no decorrer do segundo tempo e, treze minutos depois, marcou o gol da vitória de virada por 2-1 em pleno Estádio das Antas. No Estádio do Bessa, os vizinhos empataram em 2-2 no jogo da volta, em 6 de janeiro, resultado que premiou os boavisteiros, invictos em dérbis na temporada: nos duelos pela primeira divisão de 1992-93, ganharam de 1-0 em casa e empataram em 1-1 no returno.
O Boavista também foi finalista da Taça de Portugal de 1992–93, derrotado pelo Benfica por 5-2 na decisão, assim lamentada em 2016 por Artur: "apanhámos o Futre numa fase inspiradíssima nesse jogo… Mas o Boavista foi uma escola fundamental para mim. Uma equipa muito competitiva, com muita qualidade do meio-campo para a frente. Aqueles jogadores podiam jogar em qualquer grande, Ricky, Marlon… E atrás deles, o Erwin Sánchez. No meio-campo, o Bobó marcava e o Tavares já era um médio diferente, chegava com facilidade à área. Depois lá atrás Rui Bento, Nogueira, Garrido, o Alfredo na baliza. Paulo Sousa na direita, Caetano na esquerda… Ali tornei-me um jogador melhor e preparou-me para vingar num desafio maior".
Artur permaneceu por quatro temporadas entre os axadrezados. Na Primeira Liga, destacou-se sobretudo na época de 1994-95, na qual ficou em terceiro na artilharia (com 18 gols, mesmo precisando ficar dois meses sem jogar após um sério acidente automobilístico que rendeu-lhe três costelas e uma clavícula fraturadas e o baço perfurado); e na de 1995-96, na qual acabou eleito o melhor jogador, recebendo propostas dos Três Grandes. Naquele contexto, sua dupla com Erwin "Platini" Sánchez chegava a deixar na reserva o jovem Nuno Gomes. Na mesma entrevista ao MaisFutebol, o brasileiro recordou que:
| “ | Era muito difícil alguém vencer o Boavista no Bessa. Podíamos perfeitamente ter sido campeões nacionais antes de 2001. O problema é o peso que Os Três Grandes têm no país: adeptos, comunicação social… (...) Enfim, as coisas no Boavista começaram a correr-me bem desde o início e o Marlon teve grande responsabilidade nisso. O ambiente no Boavista era fantástico e no FC Porto também fui muito bem recebido. Mal cheguei lá, o João Pinto agarrou-me no braço e disse: ‘queremos o Artur que jogava contra nós e nos marcava golos, ouviste’? | ” |

Em 1996, embora fosse desejado também por Deportivo La Coruña e Galatasaray, a adaptação da família - que já incluía dois filhos - à vida em Portugal preponderou para que permanecesse no país.

### Supercampeão pelo Porto
A rivalidade portuense não inviabilizou uma transferência amigável e direta em 1996 entre o major Valentim Loureiro e Jorge Nuno Pinto da Costa, respectivos mandatários de Boavista e Porto - que buscava o acriano inclusive para impedir que este terminasse contratado pelo Benfica, já tido como o principal rival portista. Com efeito, a brasileiro chegara a concluir acerto verbal com os encarnados, embora pendente de formalização, como detalhou na mesma reportagem do MaisFutebol:
| “ | Cheguei a ter tudo apalavrado com o Benfica. Reuni-me com o Paulo Autuori e o Toni, os técnicos. Aceitei o que eles me ofereceram, mas os clubes não chegaram a acordo e acho que houve uma discussão entre o Gaspar Ramos e o major. Entretanto, o senhor Pinto da Costa soube que eu andava a falar com o Benfica e disse ao major que eu não ia para lado nenhum, ia era para o Porto. Eu não queria sair de Portugal sem ser campeão nacional. E cheguei a entendimento com o Porto. Continuei na cidade e fui para o clube mais forte do país. Era um namoro antigo, até foi o senhor Bobby Robson a fazer o primeiro contacto. | ” |

O Porto era então bicampeão nacional seguido e jamais havia conseguido um tricampeonato. O tri veio e elevou-se a um pentacampeonato então inédito a qualquer clube na liga lusitana. O próprio tricampeonato, no certame de 1996–97, já foi histórico também por fazer o clube igualar em conquistas na liga a quantidade do Sporting, logo ultrapassado na sequência dos títulos seguintes. Gradualmente, o dérbi lisboeta deste clube com o Benfica, então o principal clássico do país, começou a ser ofuscado pelo clássico do Benfica com o Porto como rivalidade principal em Portugal.
Segundo Artur, a crença no tricampeonato ficou forte após os “Dragões” vencerem, com gol dele em jogada na qual deixou no chão o astro adversário Paolo Maldini, o Milan em pleno San Siro - por 3-2 na Liga dos Campeões da UEFA de 1996–97, em 11 de setembro, um dos momentos pelos quais mais costuma décadas depois ser recordado pelos portistas. Pelo torneio europeu, ele também marcaria os dois gols da vitória por 2-1 sobre o IFK Göteborg e fechou o 3-0 sobre o Rosenborg, ambos em casa, também pela fase de grupos; os portugueses acabariam eliminados nas oitavas-de-final pelo Manchester United. Já o triunfo sobre o Milan seguia especialmente recordado em 2023 por Artur, nessas palavras:
| “ | Algo que eu só via na televisão. Você enfrentar os melhores jogadores do mundo, porque o Milan naquela época era uma seleção. Era uma seleção com George Weah, Roberto Baggio, Baresi, Maldini, e nós vencemos esse jogo lá por 3 a 2. Lembro que só queria correr, porque talvez foi uma das maiores alegrias que tive na vida, porque passa um filme na cabeça. Vem um filme e todo o percurso que você fez para chegar até ali. Talvez foi a maior alegria que tive na minha vida, e quando acaba o jogo, estamos saindo, e Maldini vem em minha direção para trocar a camisa comigo. Então esse é o maior troféu que tenho. | ” |

Pouco depois do triunfo continental, o acriano também brilhou em famoso dérbi de 5-0 sobre o Benfica em pleno Estádio da Luz, em desempenho que renderia congratulações até mesmo do ídolo benfiquista Eusébio. Foi em 18 de setembro, pela Supertaça Cândido de Oliveira, duelo no qual Artur fez o primeiro gol, logo aos três minutos, em partida precedida por apedrejamento ao ônibus visitante  e  que voltou a ser rememorado em 2024 após nova vitória alviazul pelo mesmo placar; no de 1996, em meio ao chamado "Vietname benfiquista", outra estatística histórica do evento foi ter marcado a estreia, como jogador portista, de Sérgio Conceição, futuro treinador mais vezes campeão no clube. Artur, que já havia fornecido assistência a Domingos Paciência para o gol alviazul na partida de ida da Supertaça (1-1, ), comentou o seguinte a respeito em 2018, ao MaisFutebol:
| “ | Não me esqueço do dia: 11 de setembro de 1996, a minha estreia na Liga dos Campeões. Vencemos um poderoso Milan, o papa-tudo da Europa. Esse jogo deu-nos uma força maravilhosa, provou-nos que podíamos ganhar a qualquer equipa em qualquer lugar. Percebemos em Milão que tínhamos tudo para chegar ao ‘tri’. Depois desse jogo fomos jogar à Luz e demos cinco ao Benfica. Fiz um jogo quase perfeito e no final da partida recebi os parabéns de um homem muito especial. Do senhor Eusébio. Essa noite foi mágica também. (...) O António sabia que o Milan era nessa altura, talvez, a melhor equipa da Europa. Se vencêssemos ali… bem, a equipa ia ter uma força emocional enorme. Jogámos com três centrais (Aloísio, Jorge Costa e Lula), dois médios muito fortes (Paulinho e Barroso) e depois gente com velocidade e técnica. Fomos muito fortes trás e talentosos na frente. A minha melhor memória desse jogo é a camisola que tenho em casa. Pertencia ao senhor Paolo Maldini. (...) Enfrentei defesas fantásticos. Ricardo Gomes e Mozer, Fernando Couto, Aloísio e Jorge Costa, Bermúdez e Gamarra, Marco Aurélio e Valckx. Só grandes nomes. Depois Maldini, Baresi e Hierro na Champions. Agora é mais fácil jogar. (...) Com o Jardel nós sabíamos que o golo andava sempre por perto. A jogar de cabeça, sinceramente, nunca vi ninguém como o Mário. Ele ajudou muito o Porto, acho que os mais jovens não têm a noção de quem foi ele. É um rapaz bom, meio infantil, brincalhão. E mortífero na área. Eu, o Drulović e o Edmilson aproveitávamos bem. | ” |

Além do 5-0 na Luz, descrito por Artur em 2014 como "o jogo mais perfeito que fiz diante de um grande clube", ele também sobressaiu-se em especial em outro dérbi com o Benfica, já na temporada em que o Porto aspirava ao tetracampeonato português. Na partida, começou no banco de reservas e atuou somente por trinta minutos, mas fez os dois gols do duelo no antigo Estádio das Antas; entrou no minuto 56, no lugar de Rui Jorge, abriu o placar apenas três minutos depois, ao passo que o segundo gol saiu no minuto 72.  Curiosamente, tal desempenho involuntariamente inviabilizou uma transferência que se costurava com o Flamengo, onde naquele contexto teria mais chances de ser requisitado pela seleção brasileira - uma vez que Artur se negava a ser naturalizado pela portuguesa, negando convites nesse sentido. Sobre esse dérbi e suas possibilidades nas duas seleções, declarou assim:
| “ | O Paulo Autuori estava no Flamengo e desafiou-me a ir para lá. Disse-me até que se eu fosse para o Flamengo ele tinha a indicação de que o Mário Zagallo me levaria à seleção do Brasil. Bem, expus a situação ao presidente, ao treinador Oliveira… era uma oportunidade única, mas o FC Porto não me deixou sair. O presidente do Flamengo veio às Antas ver-me nesse jogo e por isso o Oliveira colocou-me no banco. Para me esconder. (...) Depois tive uma conversa com o "mister" e ficou tudo certo. Foi uma conversa boa, longa. Eu expliquei-lhe de onde vinha, como tinha chegado ao Porto e sublinhei a importância de jogar no Flamengo e pelo Brasil. Mas o Oliveira queria o tetra e não me libertou. Principalmente depois do que eu fiz nesse jogo contra o Benfica. (...) Estava 0-0, o Benfica estava a jogar melhor, o Porto estava mal. E eu consegui mudar tudo. Tudo o que o "mister" me mandou fazer, eu fiz ao contrário. Na primeira bola saí da direita para o meio e na segunda também foi um lance individual, fintei o Preud'homme. O Oliveira tinha-me pedido outras coisas, mais posse de bola, mas eu senti que aquela defesa do Benfica era frágil e lenta. (...) O selecionador Artur Jorge chegou a reunir comigo. Mas eu não achava justo ocupar a vaga de um português e tinha a esperança de jogar pelo Brasil. Fiquei no meio das duas seleções e não joguei por nenhuma. Mas, se pudesse voltar atrás, teria jogado por Portugal. | ” |

Em 2017, ele já havia sinalizado arrependimento por não naturalizar-se, acreditando que poderia ter ido a uma Copa do Mundo FIFA como português; com efeito, a seleção classificada à Copa do Mundo FIFA de 2002 era treinada precisamente por António Oliveira e continha mais de uma dezena de jogadores com trinta anos (ainda que incompletos) de idade ou mais, a exemplo de Luís Figo, Rui Costa, João Vieira Pinto, Paulo Sousa, Vítor Baía, Fernando Couto, Paulo Bento, Capucho, Jorge Costa e Abel Xavier.
Artur, contudo, explicou que outro entrave era a necessidade de divorciar-se da esposa para adquirir a cidadania mediante casamento de fachada com alguma cidadã lusitana (“Muitos colegas meus fizeram isso, às vezes nem conheciam a esposa”). Após ser retido pelo Porto apesar da aprovação do mandatário flamenguista Kléber Leite para uma transferência ao time carioca, Artur acabou a temporada destacado por um gol de bicicleta na decisão da Taça de Portugal de 1997–98; esse momento é enumerado pelo próprio Artur como seu mais marcante como portista junto à vitória sobre o Milan e os 5-0 sobre o Benfica na casa rival.
Naquela final, em 29 de maio de 1998, substituiu Jardel no decorrer do jogo, em momento de pressão imposta pelo Braga para empatar o jogo, especialmente porque os arsenalistas tinham um jogador a mais. O gol deu-se exatamente no minuto 90, garantindo o troféu com a vitória por 3-1, assim relembrada por ele em 2022:
| “ | Jogo difícil, né? Um jogo aonde nós estávamos com um jogador a menos e nós estávamos sendo pressionados pelo Braga. Eu lembro que um lance, pontapé de canto contra nós e eu tô um pouco fora da área e a bola vai até o Drulović. Eu imaginei assim: vou ou não vou? Eu vou! O Drulović tinha uma facilidade muito grande de cruzar com o pé esquerdo batendo de fora. Ele não usava o pé direito, ele não precisava dele. O que ele tinha que fazer com o pé direito ele fazia com o pé esquerdo. Como você falou, o Quaresma faz muito bem com o pé direito e o Drula fazia com o pé esquerdo. E o Drulović cruza essa bola, eu domino ela e a bola sobe. Aí eu falei, vou dar a bicicleta, não tem outra coisa a fazer. E dei a bicicleta, só que eu não vi, só vi o grito. No Estádio Nacional os torcedores do Porto gritando, se levantando e eu falei ‘foi gol’. Levantei, queria correr, fui comemorar atrás do gol. Lembro que até, se não me engano, o árbitro era o Jorge Coroado e aí eu levei cartão amarelo. Ele: ‘infelizmente vou ter que te dar o cartão, parabéns pelo grande gol’. E eu falei assim: ‘sem problema, esse é o melhor cartão que eu poderia receber’. | ” |

Na temporada subsequente, que culminaria no pentacampeonato, o treinador portista passou a ser Fernando Santos. Artur começou a jogar menos e, insatisfeito com a reserva e desejoso de tornar-se mais reconhecido no Brasil, optou por deixar o Porto na metade daquela época de 1998-99. Seu último jogo deu-se em 24 de janeiro de 1999, em vitória de 7-0 sobre o Beira-Mar, pela 19ª rodada da liga. Explicaria dessa forma a saída:
| “ | Tive um convite do Vitória da Bahia, do Ricardo Gomes. E nessa terceira época no FC Porto estava a jogar menos vezes. Sempre a sair do banco de suplentes. E houve um jogo em que estressei com o Fernando Santos. Eu queria estar sempre em campo e reagi impulsivamente contra ele. Achei que era bom voltar ao Brasil. Se fosse hoje, provavelmente, decidiria de forma diferente. | ” |

Além de três campeonatos portugueses e daquela Taça de Portugal vencida com a bicicleta, Artur também ganhou pelo Porto duas Supertaças, além de obter reserva financeira que lhe permitiu investir em terras e gado no Acre.

### Brilho no Vitória
Sondado novamente pelo treinador Paulo Autuori, então no comando do Internacional, Artur acertou com o Vitória, que soubera antecipar-se. Desde que chegou, já afirmava o desejo de ser valorizado também na terra natal, em justificativa dada à revista Placar: "vivi oito anos maravilhosos na Europa, mas eu sentia muita vontade de voltar e disputar um Campeonato Brasileiro. Estava na hora de ser reconhecido no meu país. Muita gente lá fora perguntava por que eu não era conhecido aqui”.
Visto como um dos comandantes do “Leão da Barra”, Artur destacou-se em todo o ano de 1999, a marcar festivamente o centenário do clube: no primeiro semestre, treinado por Ricardo Gomes e sob liderança também de Dejan Petković, a equipe venceu a Copa do Nordeste de 1999 e também proclamou-se campeã baiana de 1999, embora este título terminasse questionado pelo arquirrival Bahia nos tribunais desportivos e eventualmente dividido entre ambos. No segundo semestre, treinado por Toninho Cerezo, o time chegou às semifinais do Brasileirão 1999. Artur integrava a equipe-base junto a nomes como Fábio Costa, Leandro (premiado com a Bola de Prata), Rodrigo, Baiano e Tuta.
A classificação às semifinais incluiu triunfo de 5-4 sobre o Vasco da Gama, curiosamente o clube pelo qual Artur torcia. Em 2020, o já ex-jogador relembrou aquele Brasileirão e opinou sobre o que teria faltado para o Vitória ir ainda mais longe na competição:
| “ | Não começamos bem o Campeonato Brasileiro, mas depois que vencemos o Palmeiras, no Barradão, tivemos uma sequência de vitórias e fomos beliscando pontos de todos os adversários, inclusive vencemos o Atlético Mineiro no Mineirão. Quando todos foram perceber, já estávamos brigando nas cabeças. Talvez o nosso grande erro foi ter voltado para Salvador depois do jogo em São Januário, quando eliminamos o Vasco, que era muito mais time do que o Atlético. Tenho certeza de que chegaríamos na final se não tivéssemos voltado a Salvador. Quando chegamos em Salvador, parecia que já éramos campeões brasileiros, perdemos o foco. Tirou a concentração. Se fôssemos do Rio de Janeiro diretamente para Belo Horizonte, com certeza seríamos finalistas naquele ano. Marcou minha carreira. Um clube que lembro com muito carinho. Joguei com grandes jogadores no Vitória, que inclusive conseguiriam alçar voos mais altos na carreira. O Vitória foi muito especial. Quando saí para Portugal, nunca tinha jogado uma Série A. (...). Eu fui para o Vitória para passar só um ano, disputar um Brasileiro e retornar para Portugal. Mas, gostei tanto que permaneci por quase mais dois anos. | ” |

Na virada de 1999 para 2000, Artur foi desejado pelo Botafogo, mas a equipe carioca inicialmente desistiu do negócio por julgar alto demais o dinheiro exigido pelo Vitória. Permanecendo no "Leão", Artur conseguiu o título baiano de 2000: após o estadual de 1999 terminar dividido com o Bahia, o Vitória impediu um tricampeonato seguido do rival. O clássico Ba-Vi também decidiu o certame em 2000 e, uma semana após perder por 3-0 para os tricolores ainda pelo segundo turno, os rubro-negros souberam empatar mesmo dentro da Fonte Nova em 1-1 pelo primeiro jogo das finalíssimas - Artur fez naquela ocasião o gol da sua equipe, seu único nos Ba-Vis. Outra semana depois, no Barradão, o Vitória, com o acriano entre os titulares, venceu por 3-1 a equipe treinada por Evaristo de Macedo no segundo jogo das finalíssimas e assim sagrou-se campeã.
Artur permaneceu mais um ano e meio no Vitória, até enfim transferir-se ao Botafogo, já no fim de junho de 2001.

### Importante contra rebaixamento no Botafogo
Seu contrato com o Botafogo foi inicialmente pactuado com duração de um ano, de junho de 2001 até junho do ano seguinte. Segundo Artur, o negócio com o clube carioca foi, sobretudo, uma homenagem ao pai ("talvez pensei mais nele do que em mim mesmo", opinaria em 2023), torcedor botafoguense e ainda vivo àquela altura. Enfim, trabalharia com Paulo Autuori, que tanto buscava reforçar-se com ele em trabalhos anteriores.
O novo clube vinha de dois resultados especialmente ruins naquele primeiro semestre, ambos em abril: eliminação, curiosamente para o Remo, na Copa do Brasil daquele ano, perdendo os dois duelos com os paraenses; e derrota de 7-0 para o rival Vasco pelo campeonato carioca de 2001, maior goleada nesse clássico. Artur, inicialmente prejudicado por uma lesão na coxa para a disputa do Brasileirão de 2001, soube destacar-se ao recuperar-se: em meados de novembro, era avaliado pela revista Placar como o sétimo melhor atacante do torneio - abaixo de Marques, Luizão, Euller, Alex Mineiro, Romário e Gil e à frente de França, Ricardo Oliveira e Muñoz entre os dez listados à Bola de Prata naquele momento.
Naquele Brasileirão, Artur chegou a marcar gol em clássico com o Fluminense: foi em derrota de 2-1 em Juiz de Fora. Em vitória de 3-0 sobre o Cruzeiro, na qual o acriano abriu o placar aos 5 minutos, recebeu nota 8 da Placar; contra o Palmeiras, vencido por 3-1, sua nota 7 foi a segunda mais alta do duelo. Com humor, ao fim de novembro o elenco botafoguense chegou a ser apelidado de "os cavaleiros do Rei Artur".
O Botafogo, contudo, terminou o torneio apenas dois pontos acima da melhor equipe entre os rebaixados, e Artur permaneceria apenas em 2001 nos alvinegros; sua rescisão, em dezembro, teve diferentes explicações dos dirigentes, em opiniões que reconheciam sua qualidade, mas havendo necessidade maior de contenção de gastos, e outras no sentido de que o veterano não conseguia mostrar mais o futebol dele esperado.
Apesar da curta estadia, Artur, em 2023, colocou como melhor colega de ataque na carreira um membro daquele elenco, Dodô.

### Ao final, reforçando idolatria no Remo
O clube seguinte de Artur foi Figueirense, no qual foi anunciado já na segunda quinzena de setembro de 2001. No Brasileirão 2002, fez seu primeiro jogo já na 14ª rodada, em 25 de setembro, usado pelo treinador Muricy Ramalho nos minutos finais de derrota de 3-2 para a Ponte Preta. O clube catarinense, que somava quatro pontos acima da zona de rebaixamento, escapou do descenso exatamente pelos mesmos quatro pontos, ao passo que o Botafogo terminaria justamente entre os rebaixados, em último. Artur, sempre saindo do banco, figurou em outros cinco jogos do "Figueira": 2-1 sobre o Flamengo, em 23 de outubro; derrotas de 3-2 para o Juventude e de 1-0 para o Paysandu; 2-1 sobre o Coritiba e 2-2 com o Paraná.
Ele ainda passou também pela Internacional de Limeira antes de acertar o regresso ao Remo, em 2004. O clube paulista estava desde o fim de 2002 sob co-gestão de empresários italianos que apostavam em outros veteranos, como Silas e Válber, planejamento que não evitou a última colocação no "torneio da morte" que definiu os rebaixados no estadual de 2003. Nesse certame, Artur deixou um gol, em 3-3 dentro de Jundiaí contra o Paulista, justamente o algoz na partida que consumou o descenso, em outro duelo. Artur atuou por sete vezes pela Inter, todas pelo estadual, sem entrar em campo na campanha do clube na série C de 2003.
Já a volta ao Pará consagraria de vez Artur perante os azulinos; em 2021, recordou sua volta ao Baenão enfatizando que “sempre disse que iria encerrar a carreira no Clube do Remo, o que aconteceu em 2004. Foi o clube que me projetou e, de quebra, conseguimos o título de 100% do campeonato paraense, vencendo todos os jogos. Foi uma despedida a altura da minha carreira, ao lado da fanática torcida azulina”. No estadual, após a estreia com 1-0 sobre o arquirrival Paysandu, os dirigidos por Agnaldo de Jesus inicialmente venceram por 3-0 o Carajás (Artur foi utilizado no decorrer desses jogos, substituindo respectivamente Gian e Júnior Ferrim) e por 2-1 o Castanhal, ocasião em que o antigo ídolo foi titular no ataque e fez o gol da vitória. Ausente nos três jogos seguintes, Artur reapareceu no sétimo, novamente como titular e novamente marcando o gol da vitória: 1-0 no Ananindeua, último jogo do primeiro turno.
Veterano, foi utilizado em mais três partidas, como reserva improvisado em posições defensivas: substituiu o lateral-direito Marquinhos Belém no 11º jogo (2-1 no Carajás) e no 12º (4-1 no clássico com a Tuna Luso, no qual marcou o segundo gol); e então foi colocado no lugar do volante Gilmar no decorrer do 13º jogo, um 2-1 no Águia de Marabá. O título também foi histórico por reigualar a dupla Re-Pa em títulos estaduais, ambos estabelecidos com quarenta conquistas paraenses cada um após o certame de 2004. Contudo, o “Leão Azul” não foi bem na Série B de 2004 e terminou rebaixado, no fim de setembro. Venceu somente cinco vezes, empatou doze e foi derrotado em oito. Artur, por outro lado, terminou jogando apenas duas partidas, ainda pela 5ª e 6ª rodadas, respectivamente um 2-2 com o Santo André (substituindo Júnior Ferrim, no Baenão) e um 1-1 com o Mogi Mirim (substituindo Helinho, no Salgueirão).
Ele optou por parar de jogar naquele mesmo ano de 2004. Em 2020, com cerca de 60% dos votos, foi eleito por torcedores o melhor camisa 10 da história azulina, em votação oficial promovida pelo clube, superando nomes como Gian e Alex Oliveira.

## Carreira de treinador
Após parar de jogar, Artur chegou a exercer rapidamente cargo político no seu Estado do Acre. Seu primeiro clube como técnico foi o Rio Branco, em 2007, conseguindo um título invicto no campeonato acriano daquele ano.
Em 2008, o agora treinador “Artur Oliveira” voltou ao Pará, inicialmente para comandar o Ananindeua. O Remo, por sua vez, estava na última colocação do estadual daquele ano: treinado por Bagé nas quatro primeiras rodadas, fora derrotado nas duas primeiras, venceu a terceira e empatou a quarta, todas contra clubes de menor expressão. A quinta rodada era Re-Pa e àquela altura Artur já era o novo treinador azulino, logrando vitória de 2-1. Nos dezessete jogos seguintes da campanha, o “Leão” só perdeu outras duas vezes, além de sempre derrotar o rival Paysandu – por 2-0 e por 3-2. Ao fim, Artur e o Remo terminaram campeões.
Na sequência do ano, contudo, o Remo terminou rebaixado na série C de 2008, em descenso matematicamente consumado em derrota de 3-0 precisamente em visita ao Rio Branco. Naquela partida, Artur já não era o treinador remista, demitido ainda no antepenúltimo compromisso. Ele creditou o insucesso a fatores extracampo, relembrados assim em 2021:
| “ | Em 2008, quando treinei o Clube do Remo, estava no Ananindeua fazendo um bom trabalho, com um projeto bem feito pela diretoria, mas o Remo estava em último lugar no Parazão e me chamaram para salvar o time que me projetou no futebol. Minha estreia foi num clássico contra o Paysandu, em que vencemos por 2-0. O time embalou e fomos campeões do torneio. Na disputa da Série C, problemas que já vinham ocorrendo, como atrasos de salário e até de coisas básicas, como falta de bolas para treinar e isotônico para os atletas, acabaram comprometendo o rendimento em campo. Dois jogos antes de terminar o torneio, fui demitido, e quiseram colocar toda a responsabilidade sobre mim. No futebol isso é muito comum, mas o mais importante é o reconhecimento do torcedor, que não se deixou levar por boatos maldosos. | ” |

Em 2009, Artur treinou inicialmente o Castanhal, no campeonato paraense daquele ano. Nessa condição, duelou três vezes contra o campeão Paysandu, sempre em duelos equilibrados, ainda que derrotado: 2-0 na 2ª rodada, 6-4 na 8ª rodada e 3-2 na 12ª. Contra o Remo, surpreendeu com uma vitória que tirou a vantagem do ex-clube na sequência da competição. Acabou reempregado de imediato pelo “Leão” a ponto de reencontrar o Paysandu já na 14ª rodada, novamente como treinador remista; perdeu por 1-0 o duelo, mas venceu por 2-1 um Re-Pa pela 18ª rodada.
Ainda assim, o título paraense terminou decidido entre o arquirrival e o São Raimundo, que acabou ocupando no lugar do Remo a vaga paraense na edição inaugural da Série D do Brasileirão. Para a disputa da quarta divisão nacional, o São Raimundo terminou contratando o próprio Artur. Ele e o clube de santareno terminaram campeões, embora Artur não permanecesse até o final da campanha; ingressou nela com o torneio em andamento, substituindo Válter Lima, contratado pelo Paysandu após o vice-campeonato estadual. Com Artur Oliveira, o "Pantera" conseguia ganhar partidas, mas sem agradar por completo. O descontentamento de alguns jogadores também teria pesado para a saída do treinador, cargo que estava já ocupado por Lúcio Santarém nos jogos finais.
Em 2010, Artur assumiu inicialmente o Cametá. Seu novo clube terminou invicto nos duelos contra o campeão Paysandu no estadual daquele ano: empate em 0-0 na Curuzu e vitória por 4-3 no Parque do Bacurau.
Ainda em 2010, o treinador voltou ao Acre, inicialmente para trabalhar no Atlético Acreano. Seguiu no Estado natal nos anos seguintes, primeiramente alternando-se entre Galvez, em 2011, ano da fundação deste clube; Rio Branco e novamente Galvez, ambos em 2012; e outra vez no Rio Branco, em 2013, para a reta final da série C daquele ano, onde não conseguiu evitar o rebaixamento.
Em 2015, inicialmente trabalhou no Vasco da Gama acriano até acertar no fim de maio uma nova passagem pelo Galvez. No regresso ao Galvez, foi finalista do estadual daquele ano; chegou a passar mal na emoção da classificação à primeira final estadual que o time pôde disputar. Em 2016, esteve uma vez mais à frente do Rio Branco, para trabalhar na série D. Em setembro do seguinte, treinou a seccional do Acre no campeonato de futebol promovido internamente pela Ordem dos Advogados do Brasil em Fortaleza.
No fim de 2017, voltou ao Pará para dirigir o Bragantino, em trabalho que recolocou a equipe na primeira divisão estadual e na Copa do Brasil de 2019; a chamada “Segundinha” de 2017 foi vencida de maneira invicta, enquanto a participação na primeira divisão estadual de 2018 incluiu vitórias sobre a dupla Remo e Paysandu. O Bragantino terminou em terceiro e também classificou-se à Série D de 2019. O Remo, campeão estadual sob Givanildo Oliveira, não começou bem a Série C de 2018 e, após sete rodadas do certame nacional, recontratou Artur.
A nova passagem pelo Baenão terminou infrutífera, como lembrado por ele anos depois: “cheguei em outra situação difícil, o time até jogava bem, mas a bola não entrava, tudo dava errado. Mas não guardo arrependimentos, não diria não para esse clube do qual tenho grande gratidão por ter feito parte da minha história no futebol”. Ainda assim, expressou publicamente em 2018 o desejo de treinar alguma equipe em Portugal, desejoso em ter êxito nesse país também na nova carreira.
Em 2019, Artur Oliveira teve duas passagens como treinador do Castanhal, inicialmente no segundo turno do campeonato paraense daquele ano, sendo então recontratado ao fim de novembro pelo "Japiim", com vistas para o certame de 2020. Também em 2020, teve rápida passagem de duas partidas pelo Caeté, na segunda divisão paraense da temporada.
No primeiro semestre de 2021, Artur começou outra vez no Castanhal, deixando a equipe após quatro partidas, sob eliminação na Copa do Brasil do ano. Na sequência, foi contratado em meados de abril pelo Tapajós no decorrer do campeonato paraense de 2020, Ao fim de maio, foi requisitado pelo Trem, ainda na disputa do campeonato amapaense de 2021. Contudo, ficou por apenas dois jogos na "Locomotiva", sem resistir a uma goleada de 5-0 para o Independente.
Em 2022, Artur Oliveira trabalhou na equipe sub-20 de Sena Madureira no campeonato acriano da categoria. Em outubro de 2023, regressou ao Caeté.

## Títulos

### Como jogador
- Remo: Campeonatos Paraenses de 1991 e 2004
- Boavista: Supertaça Cândido de Oliveira de 1992
- Porto: Campeonatos Portugueses de 1996–97, 1997–98 e 1998–99, Taça de Portugal de 1997–98 e Supertaças Cândido de Oliveira de 1996 e 1998
- Vitória: Copa do Nordeste de 1999 e Campeonatos Baianos de 1999 e 2000

### Como treinador
- Rio Branco: Campeonato Acriano de 2007
- Remo: Campeonato Paraense de 2008
- São Raimundo: Campeonato Brasileiro - Quarta Divisão de 2009
- Bragantino: Campeonato Paraense - Segunda Divisão de 2017